# In His Own Sweet Time
In His Own Sweet Time ist ein Jazzalbum von Tommy Flanagan. Die am  9. Oktober 1994 im Jazzclub Birdland in Neuburg an der Donau entstandenen Aufnahmen erschienen 2021 auf Enja Records, in Japan auf dem Label Solid Records.

## Hintergrund
Thomas Lee Flanagan (1930–2001) hatte im Laufe seiner Karriere mit Jazzgrößen wie John Coltrane, Sonny Rollins, Coleman Hawkins und Dexter Gordon zusammengearbeitet; zehn Jahre lang war er Begleitmusiker für Ella Fitzgerald. Er hatte zwar an über 300 Aufnahmesessions mitgewirkt, jedoch nur ein Soloalbum eingespielt, 1974 Solo Piano, erschienen 2005 bei Storyville Records. 1994 wurde Flanagan ein Soloabend im Jazzclub Birdland in Neuburg angeboten, einer kleinen Stadt in Bayern. Flanagan, der weder vom Club noch von Neuburg gehört hatte, konnte sich zunächst nicht für den Auftritt erwärmen und war ohnehin pessimistisch, einen ganzen Abend ohne Begleitung zu tragen. Als Matthias Winckelmann, der Chef von Enja, andeutete, dass das Konzert aufgezeichnet werden könnte, lehnte Flanagan den Auftritt ab. Aber im Laufe der Zeit brachte Winckelmann den Pianisten dazu, dies zu überdenken.
Flanagans Programmauswahl spiegelte seine poetische Sensibilität wider, notierte  Leonard Weinreich; zwei Songs, „Smooth as the Wind“ und „If You Could See Me Now“ von Tadd Dameron, einem Pianisten und Komponisten der Bebop-Ära; eine eigene Nummer mit dem Titel „Untired Blues“, des Weiteren Irene Kitchings’ „Some Other Spring“; George Gershwins „How Long Has This Been Going On“, Alec Wilders „Who Can I Turn To“, die Ellington/Strayhorn-Kompositionen „Just Squeeze Me“ und „Day Dream“; Sonny Rollins’ „Valse Hot“ und als Schlussnummer Gordon Jenkins’ „Goodbye“.

## Titelliste
- Tommy Flanagan: In His Own Sweet Time (Solid Records  CDSOL-6842)[2]

1. Smooth as the Wind	6:22
2. If You Could See Me Now	6:53
3. Untired Blues	5:25
4. Some Other Spring	4:37
5. How Long Has This Been Going On	4:46
6. Who Can I Turn To?	4:23
7. Just Squeeze Me	4:37
8. Day Dream	5:04
9. Valse Hot	5:06
10. Good Bye	5:46
11. Dance of the Infidels	5:42

## Rezeption
Leonard Weinreich schrieb in London Jazz News, Flanagan, der sich geschickt zwischen Verlassenheit und Zurückhaltung positioniere, nutze den expansiven Dynamikbereich des Bösendorfer voll aus. Bekannte Songs tauchten in ungewohnter Gestalt auf, während Melodien mit frischen Stimmen umgestaltet würden. Er habe eine Bassfigur geschaffen, um die Melodie von „Just Squeeze Me“ auszugleichen. Dann erkundete er die opulenten harmonischen Möglichkeiten von „Day Dream“; Bei „Valse Hot“ führte er dank der reichen Nuancen des Bösendorfer komplizierte Texturen und Feinheiten ein. Des Weiteren ging der Autor auf Flanagans Ausgrabung verborgener Ebenen der Lyrik in „Some Other Spring“ von Irene Kitchings ein, die selbst Pianistin und kurz verheiratet mit Teddy Wilson war, einem der drei Haupteinflüsse von Flanagan.
Josef Engels schrieb in Jazz thing, vor dem Hintergrund, dass der 2001 verstorbene Tommy Flanagan als einer der wichtigsten Begleiter des modernen Jazz gilt und gleichzeitig eine regelrechte Abneigung gegen Soloauftritte hatte, sei die Veröffentlichung seines Solokonzertes schon eine gewisse Sensation, zumal es in seiner Diskografie nur ein offizielles Soloalbum gebe. Elegant habe an dem Abend der Bebop-Verfeinerer Standards wie „If You Could See My Now“ oder „How Long Has This Been Going On?“ durchmessen und erweise der Stride-Kunst eines Art Tatum genauso die Referenz wie der klassisch geprägten Delikatesse eines Dave Brubeck (etwa in „Valse Hot“). Warum der zum Zungenschnalzen entspannt agierende Meister das Konzert seinerzeit als „fürchterlich“ bezeichnete, bleibe sein Geheimnis, so der Autor.
Nach Ansicht von Lance Liddle (Bebop Spoken Here), sei es nach dem Hören des Albums unglaublich, dass Flanagan sein Spiel bei dem Solokonzert selbst so negativ eingeschätzt habe. Flanagan habe zwar keine Blockbuster im Stile von Oscar Peterson oder Erroll Garner geliefert. Man keuche auch nicht vor Ehrfurcht vor seiner Technik; stattdessen lerne man die Tiefe seiner Harmonien, seine Rekonstruktion der Melodie, die Schönheit, die Magie schätzen, die über den Bösendorfer Grand aus seinem Herzen, seinem Kopf und seinen Händen fließe. Daher habe es sich gelohnt, auf dieses Soloalbum zu warten.